# Henryk Janduda
Henryk Paweł Janduda (Knurów, 11 febbraio 1924 – Ahlen, 28 novembre 2008) è stato un calciatore polacco, di ruolo difensore.

## Carriera

### Club
Dal 1939 al 1954 militò nell'AKS Chorzów. Durante l'occupazione nazista della Polonia la sua squadra, che assunse il nome di Germania Königshütte, venne ammessa al massimo campionato tedesco, raggiungendo gli ottavi di finale della Gauliga 1941-1942, eliminata dal First Vienna, e il primo turno nella Gauliga 1943-1944, eliminata dal Dresdner SC.
Terminata la guerra la sua squadra tornò a chiamarsi AKS Chorzów (mantenendo questo nome sino al 1949 quando la squadra assunse il nome Budowlani Chorzów) ed a militare nel massimo campionato polacco. Con la sua squadra Janduda ottenne come miglior piazzamento il quarto posto nella stagione 1951.
Sia il figlio Paweł Janduda che il nipote Józef Janduda sono stati calciatori.

### Nazionale
Janduda ha giocato nove incontri con la nazionale polacca dal 1948 al 1950.

## Statistiche

### Cronologia presenze e reti in nazionale
| Cronologia completa delle presenze e delle reti in nazionale ― Polonia | Cronologia completa delle presenze e delle reti in nazionale ― Polonia | Cronologia completa delle presenze e delle reti in nazionale ― Polonia | Cronologia completa delle presenze e delle reti in nazionale ― Polonia | Cronologia completa delle presenze e delle reti in nazionale ― Polonia | Cronologia completa delle presenze e delle reti in nazionale ― Polonia | Cronologia completa delle presenze e delle reti in nazionale ― Polonia | Cronologia completa delle presenze e delle reti in nazionale ― Polonia |
| Data                                                                   | Città                                                                  | In casa                                                                | Risultato                                                              | Ospiti                                                                 | Competizione                                                           | Reti                                                                   | Note                                                                   |
| ---------------------------------------------------------------------- | ---------------------------------------------------------------------- | ---------------------------------------------------------------------- | ---------------------------------------------------------------------- | ---------------------------------------------------------------------- | ---------------------------------------------------------------------- | ---------------------------------------------------------------------- | ---------------------------------------------------------------------- |
| 18-4-1948                                                              | Varsavia                                                               | Polonia                                                                | 3 – 1                                                                  | Cecoslovacchia                                                         | Coppa dei Balcani 1948                                                 | -                                                                      |                                                                        |
| 26-6-1948                                                              | Copenaghen                                                             | Danimarca                                                              | 8 – 0                                                                  | Polonia                                                                | Amichevole                                                             | -                                                                      |                                                                        |
| 25-8-1948                                                              | Varsavia                                                               | Polonia                                                                | 0 – 1                                                                  | Jugoslavia                                                             | Coppa dei Balcani 1948                                                 | -                                                                      |                                                                        |
| 19-9-1948                                                              | Varsavia                                                               | Polonia                                                                | 2 – 6                                                                  | Ungheria                                                               | Coppa dei Balcani 1948                                                 | -                                                                      |                                                                        |
| 10-10-1948                                                             | Chorzów                                                                | Polonia                                                                | 0 – 0                                                                  | Romania                                                                | Coppa dei Balcani 1948                                                 | -                                                                      |                                                                        |
| 17-10-1948                                                             | Varsavia                                                               | Polonia                                                                | 1 – 0                                                                  | Finlandia                                                              | Amichevole                                                             | -                                                                      | 46’                                                                    |
| 8-5-1949                                                               | Bucarest                                                               | Romania                                                                | 2 – 1                                                                  | Polonia                                                                | Amichevole                                                             | -                                                                      |                                                                        |
| 4-6-1950                                                               | Varsavia                                                               | Polonia                                                                | 2 – 5                                                                  | Ungheria                                                               | Amichevole                                                             | -                                                                      | 39’                                                                    |
| 22-10-1950                                                             | Varsavia                                                               | Polonia                                                                | 1 – 4                                                                  | Polonia                                                                | Amichevole                                                             | -                                                                      |                                                                        |
| Totale                                                                 |                                                                        | Presenze                                                               | 9                                                                      |                                                                        | Reti                                                                   | 0                                                                      |                                                                        |